# Phòng Thí nghiệm Sinh học Phân tử MRC

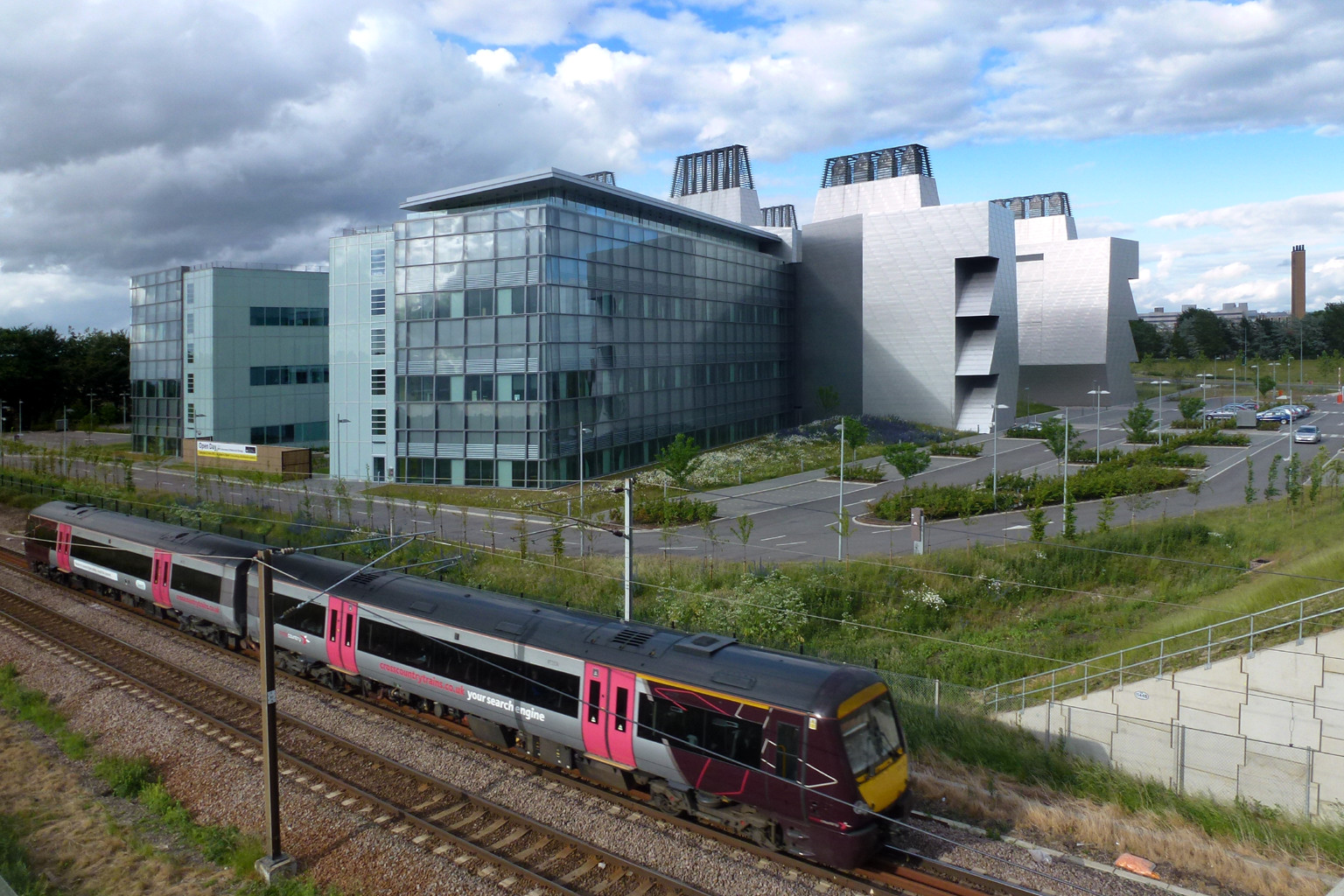
Trụ sở mới được xây dựng của LMB tại Cambridge Biomedical Campus nằm ở phía nam thành phố Cambridge

Phòng Thí nghiệm Sinh học Phân tử MRC (MRC Laboratory of Molecular Biology - LMB) là một viện nghiên cứu trong lĩnh vực sinh học phân tử trực thuộc Hội đồng Nghiên cứu Y khoa (Vương quốc Liên hiệp Anh và Bắc Ailen tại thành phố Cambridge, miền đông Nam Vương quốc Anh. Chữ MRC trong tên gọi của Viện nghiên cứu là tên viết tắt của Hội đồng Nghiên cứu Y khoa (Medical Research Council) - đơn vị tài trợ trực tiếp cho viện.
Viện nghiên cứu bắt đầu được hình thành từ năm 1947 với xuất phát điểm ban đầu là một đơn vị nghiên cứu nằm trong Phòng thí nghiệm Cavendish của Đại học Cambridge, và được chính thức trở thành một viện nghiên cứu độc lập, nhận ngân sách trực tiếp từ MRC kể từ năm 1962 với tên gọi như ngày nay. MRC LMB được coi là một trong những trung tâm nghiên cứu và chuyển giao công nghệ hàng đầu thế giới trong lĩnh vực sinh học phân tử, y sinh với 12 công trình từ LMB được trao giải Nobel (cho 15 nhà nghiên cứu).

## Lịch sử và những thành tựu lớn

### Giai đoạn 1947-1961
LMB được hình thành ban đầu là một bộ môn nhỏ với tên gọi Bộ môn Nghiên cứu Cấu trúc Phân tử Các hệ Sinh học (Unit for Research on the Molecular Structure of Biological Systems) nằm trong Phòng Thí nghiệm Cavendish của Đại học Cambridge. Bộ môn này được thiết lập từ một dự án được tài trợ bởi Hội đồng Nghiên cứu Y khoa Anh cho hai nhà nghiên cứu của Cavendish là Max Perutz và John Kendrew, tập trung vào nghiên cứu cấu trúc protein dựa trên phương pháp tinh thể học tia X.

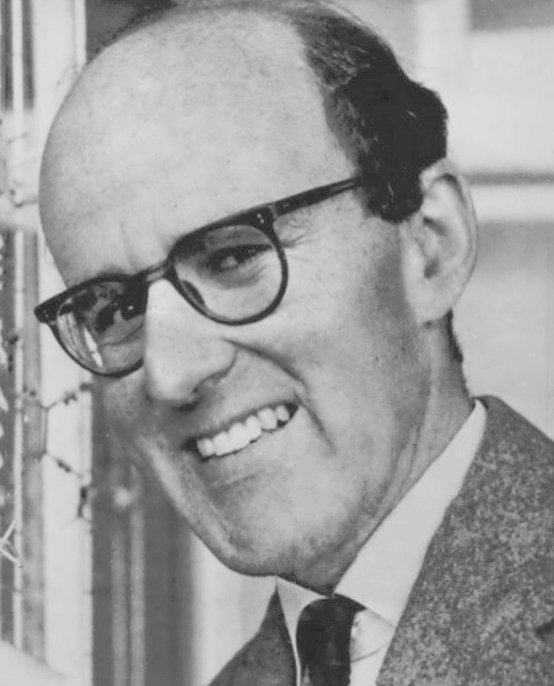
Max Perutz (1914 - 2002), người sáng lập và chủ tịch đầu tiên của MCR LMB.

Bộ môn đã trở thành một đơn vị tiên phong trên thế giới nghiên cứu về cấu trúc sinh học và được coi là nơi khai sinh ra ngành sinh học phân tử với thành tựu đầu tiên là việc xây dựng cấu trúc DNA bởi Francis Crick và James D. Watson vào năm 1953. Năm 1953, bộ môn được đổi thành tên gọi Bộ môn Sinh học Phân tử MRC. Năm 1958, Frederick Sanger là nhà khoa học đầu tiên của bộ môn được trao giải Nobel Hóa học cho thành tựu nghiên cứu về cấu trúc protein và insulin.

### Giai đoạn từ 1962
Những thành tựu lớn được tạo ra trong gần 15 năm đầu tiên đã thuyết phục được MRC nhận ra tiềm năng ứng dụng to lớn trong y học của các nghiên cứu tại đơn vị này và quyết định đầu tư và phát triển đơn vị này thành một phòng thí nghiệm trọng điểm. Tháng 5/1962, MRC đã chính thức thành lập Phòng Thí nghiệm Sinh học Phân tử MRC - một viện nghiên cứu độc lập từ Bộ môn Sinh học Phân tử MRC của Đại học Cambridge với chủ tịch đầu tiên là Max Perutz với cấu trúc gồm 3 bộ môn: nghiên cứu cấu trúc đứng đầu là John Kendrew, di truyền học phân tử đứng đầu là Francis Crick và hóa học protein đứng đầu là Frederick Sanger. Ngay trong năm 1962, hai thành tựu lớn của LMB được vinh danh: Giải Nobel Y học dành cho Francis Crick và Jim Watson (cho các nghiên cứu về cấu trúc DNA) và giải Nobel Hóa học cho John Kendrew và Max Perutz (cho các nghiên cứu về cấu trúc haemoglobin & myoglobin).
Kể từ năm 1967, nghiên cứu về hệ thần kinh của giun tròn được bắt đầu, và dưới sự lãnh đạo của Sydney Brenner và John Sulston (gia nhập từ năm 1972). Nghiên cứu này đã đi đến lời giải cho các cơ chế di truyền trong quá trình phát triển cơ phận con người và tử bào (programmed cell death, hay là apoptosis) - thành tựu được trao giải Nobel Y học năm 2002. Năm 1975, lần đầu tiên cấu trúc ba chiều của protein được quan sát trực tiếp bằng kính hiển vi điện tử nhiệt độ thấp tại LMB với nghiên cứu tiên phong của Richard Henderson - người được trao giải Nobel Hóa học cho nghiên cứu này vào năm 2017 cùng với Jacques Dubochet và Joachim Frank.
Năm 1977, Frederick Sanger đã phát triển thành công phương pháp giải trình tự DNA và được trao giải Nobel Hóa học 3 năm sau đó - nhà nghiên cứu duy nhất của Viện 2 lần được nhận giải thưởng Nobel cho đến nay. Kỹ thuật này cũng làm nền tảng cho nhóm nghiên cứu của John Sulston thành công trong dự án giải mã gene người, tạo ra dữ liệu gen người mở miễn phí cho toàn thế giới.

## Cấu trúc quản lý
LMB là viện nghiên cứu với ngân sách khổng lồ (năm 2017 là 170 triệu bảng Anh), được coi là "Nhà máy sản xuất Nobel", nhưng lại lại có bộ máy quản lý tinh gọn, tối giản và cực kỳ hiệu quả. Bộ máy quản lý của LMB chỉ bao gồm ban giám đốc (giám đốc hiện tại là Jan Löwe) và các trưởng nhóm nghiên cứu. Trong gần 20 năm đầu mới thành lập, LMB thậm chí không hề có giám đốc chính thức và chỉ có một nhân viên hành chính duy nhất. Max Perutz, giữ chức vụ chủ tịch LMB từ 1962-1979 (không phải giám đốc) khi tổng kết những kinh nghiệm ở LMB có một câu rất vắt tắt "Không có chính trị, không hội đồng, không phản biện, chỉ có những con người cực kỳ tài năng mà thôi" (No politics, no committees, no referees, just talented highly motivated people).
LMB hiện tại có hơn 600 cán bộ, bao gồm hơn 440 nhà nghiên cứu và 160 nhân viên phục vụ (kỹ thuật viên, nhân viên hành chính). Min-Liang Wong, một nhà khoa học của Đại học Quốc gia Chung-Hsing (Đài Loan) trong một bài viết trên tạp chí Nature đã ca ngợi cơ cấu hành chính của LMB: "Họ đã gạt quan liêu sang một bên để nghiên cứu tiến bước".

## Nghiên cứu
Nghiên cứu LMB được tiến hành bởi 50 nhóm nghiên cứu (điều hành trực tiếp bởi 50 nhà nghiên cứu độc lập đóng vai trò trưởng nhóm) được quản lý bởi 4 bộ môn chính: sinh học tế bào (Cell biology), sinh học thần kinh (Neurobiology), hóa học protein và acid nucleic (Protein and Nucleic Acid Chemistry) và nghiên cứu cấu trúc (Structural Studies). Tính đến năm 2018, đã có 12 thành tựu khoa học tại LMB (cho 16 nhà khoa học) cùng với 11 cựu thành viên (nghiên cứu sinh, posdoc) từng làm việc tại LMB được trao giải Nobel hóa học và y học.  Bên cạnh những thành công lớn nghiên cứu cơ bản, MRC LMB cũng là một trung tâm chuyển giao công nghệ y sinh thành công, đã tạo ra thu nhập hơn 700 triệu bảng Anh từ các hợp đồng chuyển giao công nghệ và các công ty spin-off.